# Mecklenburg-Strelitz
Mecklenburg-Strelitz var en nordtysk stat, der eksistere fra 1701 til 1933. Landet var et hertugdømme i 1701-1816, et storhertugdømme i 1816-1918 og en fristat (republik) i 1918-1933.

## To landsdele
Landet bestod af to adskilte dele.
Den største østlige del svarede delvist til landkreisen Mecklenburg-Strelitz, der senest har eksisteret i 1994-2011. Dette område var kendt som Land Stargard, Stargarder Land eller Herrschaft Stargard i Middelalderen.
Den mindre vestlige del var den tidligere det bispedømme Ratzeburg. Dette bispedømme lå sydøst for Lübeck. I det 18. århundrede var området kendt som Fyrstedømmet Ratzeburg. 
I 1945 blev Ratzeburg-området delt mellem de britiske og de sovjetiske i besættelseszoner. I dag er dette lille område delt mellem Kreis Herzogtum Lauenburg i Slesvig-Holsten og Landkreis Nordwestmecklenburg i Mecklenburg-Vorpommern. 

## Byer
Neustrelitz og Neubrandenburg er de vigtigste byer. 

## Tilhørsforhold
Frem til 1806 var landet en del af det Tysk-romerske rige. I 1808-1813 var landet medlem af Rhinforbundet, i 1815-1866 af Tyske forbund, i 1867-1871 af Det nordtyske forbund, i 1871-1918 af Det Tyske Kejserrige og i 1919-1933 af Weimarrepublikken.
I november 1918 erklæredes det daværende storhertugdømme Mecklenburg-Strelitz for republik. Forfatningen var fra 29. januar 1919, men blev modificeret den 11. juni 1919, den 30. juli 1920, den 21. december 1920, den 20. januar 1921 og den 23. marts 1921. Landdagen bestod af 35 medlemmer, som valgtes for 3 år direkte af befolkningen ved almindelig stemmeret. Hovedstaden var Neu-Strelitz. Retsplejen udøvedes af en landret i Neu-Strelitz og 9 amtsretter. Overlandsretten i Rostock og edsretten i Güstrow havde Mecklenburg-Strelitz fælles med Mecklenburg-Schwerin.  
Fra 1933 var det en del af Det tredje rige. Den 1. januar 1934 blev Mecklenburg-Schwerin og Mecklenburg-Strelitz forenet til én stat, der fik navnet Mecklenburg. 
Fra 1949 kom størstedelen under Østtyskland. Fra 1990 hører dette område under Mecklenburg-Vorpommern. Området længst mod vest kom dog med i den britiske zone i 1945, og blev derfor en del af Slesvig-Holsten.  